# Vranje (Słowenia)
Vranje – wieś w Słowenii, w gminie Sevnica. W 2018 roku liczyła 109 mieszkańców.